# 西岡弘 (文学者)
西岡 弘（にしおか ひろし、1915年5月13日 - 2004年2月24日）は、日本の文学者。専門は中国文学。文学博士（國學院大學）

## 経歴
大阪府大阪市出身。大阪府立北野中学校卒業。1939年國學院大學高等師範部卒業。大修館書店入社。同大漢和辞典編集室所属。1943年日本大学法文学部文学科2部卒業。陸軍少年通信兵学校教官。1946年國學院大學文学部専任講師。1951年同文学部助教授。1961年3月31日に論題「中国古代の葬礼と文学」で國學院大學にて文学博士号を受く。1963年國學院大學文学部教授。1983年國學院大學図書館長。1986年國學院短期大学（現・國學院大學北海道短期大学部）2代学長。1991年退任。國學院大學名誉教授。この他に東京都立第一商業高等学校第二本科講師、日本大学大学院文学研究科兼任講師、大修館書店顧問を歴任。1992年勲三等瑞宝章受章。

## 著書
- 『支那法制史』陳顧遠著　西岡訳　人文閣　1941初版/大空社　1999復刻版
- 『国語書取読方の字典』研文堂　1962
- 『書取読方の綜合研究』研文堂　1970
- 『中國の葬禮と文學』三光社　1970初版/及古書院　2002改訂版
- 『中国古典の民俗と文学』角川書店　1986
- 『スピーチや文章に使える四字熟語新辞典』吾桐書院　2002